# Patkovac
Patkovac is een plaats in de gemeente Bjelovar in de Kroatische provincie Bjelovar-Bilogora. De plaats telt 287 inwoners (2001).